# خلیج مئو
شهر خلیج مئو (به فرانسوی: Baie-Mahault) در شهرستان جزیره گوادلوپ در ناحیه جزیره گوادلوپ با جمعیت ۲۷٬۹۰۶ نفر در کشور فرانسه واقع شده‌است